# Malesice
Malesice (německy Malesicz) jsou vesnice a část statutárního města Plzeň, součást městského obvodu Plzeň 9-Malesice v okrese Plzeň-město v Plzeňském kraji. Nachází se na severozápadě města. Malesice jsou také název katastrálního území o rozloze 6,66 km².

## Historie
Obec Malesice je zmiňována již v roce 1239 v souvislosti se Zdeslavem, který ji držel. Později se stala součástí panství vzniklého v souvislosti s výstavbou nedalekého hradu Kyjov uskutečněnou patrně v letech 1297–1321. Tento statek spolu s vesnicí získal v roce 1365 kladrubský klášter. Dalším majitelem se stal nejpozději roku 1462 Antonín Harsdorf, jehož syn Hanuš prodal roku 1489 Malesice Anně Šefránkové z Poutnova. Ta nechala roku 1503 zhotovit pro zdejší kostel svatého Jiří hodnotnou monstranci a zároveň ve své závěti z téhož roku poprvé zmínila zdejší tvrz. V dalších letech se vystřídala řada majitelů panství. Byli jimi hrabata Barbové z Wachsensteinu (1713–1753), za nichž byl postaven roku 1730 barokní zámek, a po nich Shirndingerové a Schönbornové. Roku 1917 zámek Malesice získal rytíř Karel Škoda. V roce 1938 byly Malesice připojeny k Velkoněmecké říši a 65 českých rodin bylo vystěhováno. Po druhé světové válce bylo z Malesic odsunuto nejen 35 zdejších německých rodin, ale i 160 říšských uprchlíků.

## Obyvatelstvo
| Rok            | 1869 | 1880 | 1890 | 1900 | 1910 | 1921 | 1930 | 1950 | 1961 | 1970 | 1980 | 1991 | 2001 | 2011 | 2021 |
| -------------- | ---- | ---- | ---- | ---- | ---- | ---- | ---- | ---- | ---- | ---- | ---- | ---- | ---- | ---- | ---- |
| Počet obyvatel | 502  | 494  | 568  | 553  | 590  | 579  | 610  | 425  | 432  | 415  | 438  | 418  | 448  | 712  | 791  |
| Počet domů     | 58   | 61   | 64   | 70   | 76   | 77   | 98   | 95   | 105  | 95   | 94   | 112  | 122  | 198  | 227  |

## Obecní správa
Při sčítání lidu v letech 1869–2002 Malesice byly samostatnou obcí, se kterým patřily nejprve do okresu Stříbro, ale v roce 1950 v okrese Plzeň-okolí a v letech 1961–2002 v okrese Plzeň-sever.
Dne 27. listopadu 2002 došlo k podpisu Dohody o připojení obcí Malesice a Lhota k městu Plzni, díky které se Malesice staly od 1. ledna 2003 součástí města Plzně jako devátý městský obvod. V letech 1961–2002 k obci patřil Dolní Vlkýš.

## Pamětihodnosti
- Na okraji vesnice se nachází areál malesického zámku. V roce 1730 ho ve stylu vrcholného baroka nechal postavit Jan Petr z Wachsensteinu podle plánů architekta Jakuba Augustona. Dochovaná podoba zámku je výsledkem rekonstrukce po požáru v roce 1948, během které byla budova zvýšena o jedno patro.[4]
- Kostel svatého Jiří
- Kaple Panny Marie
- Sousoší svatého Jana Nepomuckého
- Fara

Dále se v katastrálním území Malesice nacházejí zbytky hradu Kyjov a přírodní památka Malesická skála.